# Mikaela Johansson
Mikaela Johansson (* 26. November 1991 in Borlänge, Schweden) ist eine schwedische Handballspielerin, die in der höchsten schwedischen Spielklasse aktiv war. Mittlerweile ist sie als Trainerin tätig.

## Karriere

### Als Spielerin
Johansson erlernte das Handballspielen in ihrer Geburtsstadt bei Borlänge HK. Anschließend schloss sich die Rückraumspielerin dem Verein Avesta Brovallen HF an, für den sie in der Saison 2008/09 in der Elitserien auflief. Anschließend schloss sie sich dem Ligakonkurrenten Skövde HF an. Mit Skövde nahm sie in den Spielzeiten 2009/10 und 2010/11 am EHF-Pokal teil. Während ihrer Zeit bei Skövde wurde Johansson kurzzeitig an Örebro SK ausgeliehen.
Johansson lief zwischen 2015 und 2017 für Kristianstad HK auf, für den sie insgesamt 169 Treffer erzielte. In der Spielzeit 2017/18 stand sie beim deutschen Zweitligisten SV Union Halle-Neustadt unter Vertrag, für den sie 81 Tore warf. Anschließend schloss sie sich dem schwedischen Erstligisten Skara HF an. Dort beendete sie drei Jahre später ihre Karriere. Zur Saison 2022/23 schloss sich Johansson der unterklassigen Mannschaft von Hammarby an, bei der sie bis zum Saisonende 2023/24 sowie als Spielerin als auch als Co-Trainerin tätig war. Im Februar 2025 wurde sie vom schwedischen Erstligisten Skuru IK unter Vertrag genommen.
Johansson gehörte während ihrer Karriere dem Kader der schwedischen Beachhandballnationalmannschaft an, mit der sie 2015 sowie 2017 an der Europameisterschaft teilnahm.

### Als Trainerin
Als die schwedische Beachhandballnationalmannschaft im Jahr 2022 nach einer mehrjährigen Pause wiederbelebt wurde, übernahm Johansson das Traineramt der Nationalmannschaft.